# Boiu Mare
Boiu Mare is een Roemeense gemeente in het district Maramureș.
Boiu Mare telt 1195 inwoners.